# Pseudeuchaeta arctica
Pseudeuchaeta arctica är en kräftdjursart som beskrevs av Markhaseva 1986. Pseudeuchaeta arctica ingår i släktet Pseudeuchaeta och familjen Aetideidae. Inga underarter finns listade i Catalogue of Life.